# Димче Стефановски
Димитър (Димче) Стефановски (на македонска литературна норма: Димитар Стефановски, Димче) е актьор и режисьор от Социалистическа Република Македония.

## Биография
Роден е в 1921 година в Битоля, тогава в Кралството на сърби, хървати и словенци. Брат е на Ацо Стефановски. Първи стъпки като актьор прави на сцената на полупрофесионалния театър „Добро поле“ в Кралска Югославия. След Втората световна война е сред основателите на Битолския народен театър, в който работи като актьор и режисьор.
Стефановски изиграва над 150 роли в различни жанрове. Сред по-известните са Йеротей в „Съмнително лице“ от Бранислав Нушич (1947), Хаджи Трайко в „Бегълка“ от Васил Ильоски (1947), Херберт Бойтлер във „Физици“ на Фридрих Дюренмат, Арман Дювал в „Дамата с камелиите“ на Александър Дюма Син (1962), Агатон в „Опечалената фамилия“ на Бранислав Нушич (1964), Тартюф в „Тартюф“ на Жан Батист Молиер (1965), Полоний в „Хамлет“ на Уилям Шекспир (1966). Последната му роля е Докторът в „Сватбата на Мара“ на Владимир Костов (1976).
Стефановски е режисьор на над 40 постановки: „Чорбаджи Теодос“ на Васил Ильоски (1946 и 1962), „Антица“ на Васил Ильоски (1947, 1964, 1972), „Антица“ от Ристо Кърле (1950), „Македонска кървава сватба“ на Войдан Чернодрински (1953), „Кузман Капидан“ (1954) на Васил Ильоски, „Ивац“ на Стеван Таневски (1959), „Окървавен камен“ от Васил Ильоски (1968), „Владимир и Косара“ от Стеван Таневски (1968), „Крачка до есента“ на Томе Арсовски (1969), Ревизор на Николай Гогол (1969).
Носител е на Награда на правителството на Народна република Македония (1950), три пъти на Наградата „4 ноември“, наградата за режисура на представлението „Стъпка до есента“ от Томе Арсовски на театралните игри „Войдан Чернодрински“ в 1969 година.
Умира в 1978 година в Битоля.